# Tiny Ruys
Martinus Johannes Maria « Tiny » Ruijs, né le 8 mai 1957 à Cuijk et mort le 11 janvier 2025,, est un footballeur et entraîneur de football néerlandais.

## Carrière de joueur
Tiny Ruijs rejoint Fortuna Sittard en provenance du NEC et joue 231 matchs pour le club, assurant avec lui la promotion en Eredivisie en 1981. Il a joué 13 matchs d'Eredivisie pour le NEC et 65 pour le Fortuna.

## Carrière d'entraineur
Ruijs a été le sélectionneur de l'équipe des Émirats arabes unis de football en 2001 et a également entraîné les équipes de clubs néerlandais Fortuna Sittard et MVV. Il quitte le MVV après avoir été menacé par ses propres supporters et entraîne ensuite le SV Meerssen (en) et le RKVV EVV (en) qu'il quitte prématurément en raison de problèmes de santé.